# Мег (фільм)
«Мег» (англ. The Meg) —  американо-китайський фантастичний фільм жахів режисера  Джона Тертелтауба. Прем'єра фільму в Україні відбулася 9 серпня 2018 року.

## Сюжет
Фільм розповідає про двох друзів, які мають зупинити предків великих акул — гігантських мегалодонів, які дивом збереглися із доісторичних часів.

## У ролях
- Джейсон Стейтем — Джонас Тейлор
- Рубі Роуз — Джекс (англ. Jaxx)
- Рейн Вілсон — Джек Морріс
- Роберт Тейлор — доктор Геллер
- Кліфф Кертіс — Джеймс "Мак" Макрейдес
- Лі Бінбін — Суїнь
- Оулавюр Даррі Оулафссон — Стіна (англ. The Wall)
- Джессіка Мак-Немі — Целесті
- Масі Ока — Тоші
- Пейдж Кеннеді — Ді Джей
- Вінстон Чао — доктор Міньвей Чжан
- Роб Вільямс — Анжело
- Таванда Маніймо — Маркс
- Тім Вонг — китайський оператор
- Джеймс Гейлін — Морріс Фоурмен